# Intesa Sanpaolo Bank România
Intesa Sanpaolo Bank România (fostă Sanpaolo IMI Bank România) este o bancă din România, parte a grupului Intesa Sanpaolo, una dintre primele 10 instițutii financiare din lume.
În anul 2003, Sanpaolo IMI a cumpărat West Bank, o bancă regională din Transilvania.
La data de 1 octombrie 2012, Intesa Sanpaolo a fuzionat cu Cassa di Risparmio di Firenze pentru a forma Intesa Sanpaolo Bank.
La data de 2018, Intesa Sanpaolo Bank a preluat unele active ale băncii Veneto Banca din România, care era în proces de faliment.
La data de 31 mai 2024, Intesa Sanpaolo Bank a finalizat cu succes achiziția grupului românesc First Bank
S.A. (România) de la fondul privat de investiții cu sediul în SUA J.C. Flowers & Co. 